# Mahtra
Mahtra is een dorp in de Estse gemeente Rapla

## Boerenopstand
In 1816 werd het lijfeigenschap in het Gouvernement Estland afgeschaft. Het land werd echter niet verdeeld onder de lokale boeren. In 1858 bestormde een groep van ongeveer 700 of 800 boeren van omringende dorpen het landhuis in Mahtra. Het leger onderdrukte de opstand waarbij veertien boeren gewond raakten en zeven boeren overleden. Aan de militaire kant raakten 13 soldaten gewond en overleed een officier. In 1902 bracht Eduard Vilde een historische roman uit over de opstand genaamd Mahtra sõda (de Mahtra-oorlog). Tussen 1955 en 1958 had Tallinnfilm vergaande plannen om het boek te verfilmen. De productie werd echter op verzoek van de Sovjet-autoriteiten permanent stilgelegd. Sinds 1948 staat er een speciaal museum gewijd aan de opstand.